# Ferdinand Philipp
Feibusch Ferdinand Philipp (* 31. Mai 1834 in Glückstadt; † 5. März 1917 in Altona) war ein deutscher Rechtsanwalt und Politiker.

## Vorfahren
Die Vorfahren der Familie Philipp besaßen ab Mitte des 18. Jahrhunderts das Bürgerrecht von Glückstadt. Die erste dokumentierte Person war 1743 Abraham Philip, dessen Vater ein gleichnamiger Schutzjude in Glückstadt war.
Ferdinand Philipp war ein Sohn des Kaufmanns Jacob Philipp (* 1792 in Glückstadt; † 5. März 1852 ebenda) und dessen erster Ehefrau Bertha (Betta), geborene Salomon (* 11. Mai 1809 in Stavenhagen; † 5. Januar 1841 in Glückstadt). Der Großvater väterlicherseits war der Manufakturenwarenhändler Isaak Salomon (* 22. Februar 1758 in Stavenhagen; † 16. August 1837 ebenda). Jacob Philipp heiratete spätestens 1843 in zweiter Ehe Charlotte geb. Beyfuß.

## Kindheit, Jugend und Studium
Ferdinand Philipp hatte acht jüngere Geschwister. Der Vater gehörte nur nominell der jüdischen Gemeinde an. Vermutlich, weil er seine im Haus lebende Mutter nicht verärgern wollte, besuchten die Kinder den christlichen Religionsunterricht der Schule. Er ließ die Kinder jedoch nicht taufen und machte sie auch in keiner Weise mit dem jüdischen Kultus bekannt. Ferdinand Philipp selbst bekannte sich auch als Erwachsener zu keiner Religion. Da er nicht als opportunistisch gelten wollte, konvertierte er nicht zum Christentum, wenngleich dies für ihn mit beruflichen Nachteilen verbunden war. Seine Schwester Rosalie Philipp (1839–1884) ließ sich 1858 in Hamburg taufen und heiratete den Gymnasiallehrer Wilhelm Bahnson.
Philipp besuchte ab 1842 das Gymnasium in Glückstadt. Hier erhielt er eine gute, im Bereich der alten Sprachen offensichtlich sehr gute Ausbildung. Auch im hohen Alter dankte er seinen Lehrern, insbesondere dem Schulleiter Jürgen Friedrich Horn (1803–1880). Im Herbst 1850 verließ Philipp das Gymnasium und immatrikulierte sich als Sechzehnjähriger im Oktober desselben Jahres an der Universität Kiel. Während des Jurastudiums wohnte er in einem Zimmer mit seinem Schulfreund Detlef Detlefsen. Philipp hörte Römisches Recht bei Rudolf von Jhering, juristische Enzyklopädie bei Ernst Friedlieb und Philosophie bei Gustav Ferdinand Thaulow. Aufgrund einer längeren Augenkrankheit lebte Philipp im Frühjahr 1851 mehrere Monate bei einem Onkel in Hamburg. Hier ließ er sich von einem angesehenen Augenarzt behandeln.
Philipps Vater starb am Neujahrstag 1852. Er hatte gemeinsam mit einem Bruder ein Geschäft unterhalten, das daraufhin liquidiert wurde. Philipps Mutter war nun allein mit neun Kindern und hatte kein Vermögen. Die Vormundschaft übernahm ein kinderloser Onkel aus Hamburg. Dieser war ein reicher Kaufmann, der Philipps Jurastudium jedoch nicht finanzieren wollte. Dies übernahmen Verwandte seiner Mutter.
Im April 1852 schrieb sich Philipp an der Universität Heidelberg ein, da hier bereits ein Vetter lernte. Im Sommersemester hörte er deutsches Privatrecht bei Achilles Renaud sowie Staatsrecht bei Robert Mohl. Er gründete die Studentenverbindung „Bolleya“ mit, in der Studenten aus Schleswig-Holstein die größte Gruppe bildeten. „Bolleya“ existierte mehrere Jahre und war im Gegensatz zu anderen Studentenkorps recht zwanglos organisiert; die Zusammenkünfte weniger formell.
Im Wintersemester 1852/53 besuchte Philipp Vorlesungen über Pandekten bei Karl Adolph von Vangerow, im folgenden Sommer hörte er bei Roderich Stintzing und Heinrich Marquardsen. Zum Wintersemester 1853/54 wechselte er gemeinsam mit einigen Kommilitonen aus seiner Studentenverbindung nach Berlin. Hier lernte er den Kunsthistoriker Friedrich Eggers kennen, der ihm das kulturelle Leben der Stadt nahebrachte. Eggers bot ihm Zugang zum Tunnel über der Spree. Dort machte Philipp Bekanntschaft mit Theodor Storm, Theodor Fontane, Franz Kugler sowie Adolph von Menzel. Während dieses Semesters studierte Philipp kaum.
Sein Vormund rügte Philipp aufgrund des vernachlässigten Studium, das er daraufhin an der Universität Kiel fortsetzen und beenden musste. Den größten Teil der Zeit verbrachte er bei Wilhelm von Planck, der ihn aus seiner Sicht besonders unterstützte. Philipp bestand das Examen mit erstem Charakter und Auszeichnung. Anschließend ging er nach Glückstadt und arbeitete danach für Samuel Heinrich Hall und den Stadtpräsidenten Alexander Jacob von Destinon.

## Wirken als Notar
Ungetauft hatte Philipp keine Möglichkeiten, Beamter oder Richter zu werden. Daher beabsichtigte er, eine Advokatur zu erlangen. Er bewarb sich erfolglos in Altona, wo die Anzahl der Advokaten limitiert war und freie Stellen erst mehrere Jahre später realistisch erschienen. So blieb er zunächst zwei Monate in Glückstadt. Danach bekam er eine Stelle als Sekretär bei dem Pinneberger Obergerichtsadvokaten Julius Gülich (1805–1889). Ende 1855 verlegte er seinen Wohnsitz dorthin.
Die Kanzlei Gülichs arbeitete wenig erfolgreich. Ein Sekretär war eigentlich überflüssig; Gülich leistete ihn sich wohl aus Prestigegründen. Mitte 1857 wurde Philipp als Untergerichtsadvokat in Pinneberg zugelassen. Da ungetauft, erhielt er nicht die dabei übliche Bestallung, sondern nur eine Konzession. Diese war mit der Auflage verbunden, nicht in Kriminal- oder Armenangelegenheiten tätig zu werden, es sei denn, die betroffene arme Person genehmige dies ausdrücklich. Um 1860 erhielt Philipp eine Zulassung als Notar.
Philipp akquirierte nicht ausreichend Aufträge, um die eigene Kanzlei auslasten zu können und erstellte daher Schriftsätze für andere renommierte und überbeschäftigte Notare. Während dieser Zeit machte er Bekanntschaft mit Christoph von Tiedemann, der später die deutsche Reichskanzlei leitete. Philipp arbeitete einige Zeit als dessen Repetitor. Von Tiedemann stellte einen Kontakt zu Otto von Bismarck her. Philipp beriet diesen ab 1878 als Rechtsanwalt und Notar in Privatangelegenheiten.

## Politisches Engagement
In Pinneberg führte Ludwig Nicolaus von Scheele erneut die Landdrostei. Von Scheele war ein ehemaliger dänischer Minister, den ein Großteil der Bevölkerung aus diesem Grund  ablehnte. Philipp galt ebenfalls als deutschgesinnt, machte sich jedoch den Hass der Bevölkerung auf von Scheele nicht zu eigen. Von Scheele hegte Sympathien für Philipp. Ab ungefähr 1860 verschärften sich die Konflikte zwischen Deutschen und Dänen in den Herzogtümern Schleswig-Holstein wieder deutlich. Philipp wandte sich deutschgerichteten Honoratioren zu, die Stimmung gegen die Vorhaben der Eiderdänen machten. Dabei agierte er insbesondere in den Kreisen um Ludwig Graf zu Reventlow. Nach der Inthronisierung König Christian IX. weigerte er sich, erneut den Homagialeid abzulegen.
Philipp schloss sich einem Komitee an, das eine große Volksversammlung in Elmshorn plante. Hier sollte die Proklamation Friedrich VIII. von Schleswig-Holstein nebst Huldigung erfolgen. Philipp ging gemeinsam mit Gleichgesinnten nach Hamburg, wo sie ihre Tätigkeiten fortsetzten. Von dem Zufluchtsort erhofften sie sich Schutz vor dänischen Soldaten oder der Polizei, die sie aufgrund von Hochverrats hätte verhaften können.
Nach der Bundesexekution gegen die Herzogtümer Holstein und Lauenburg und dem Einmarsch erster Bundestruppen nach Altona ging Philipp am Heiligabend 1863 wieder nach Pinneberg. Dänische Soldaten hatten die Stadt bereits verlassen. Philipp machte von Scheele darauf aufmerksam, dass am Folgetag eine Gesandtschaft aus Hamburg eintreffen, die ihn mit Gewalt des Amtes des Altonaer Oberpräsidenten entheben würden. Nach dieser Warnung floh von Scheele in der Nacht von Pinneberg. Philipp hatte sich mit dieser Warnung dafür bedankt, dass von Scheele ihm selbst im November eine Flucht vor drohender Inhaftierung nach Hamburg ermöglicht hatte. Bei einer Zusammenkunft des Kollegiums seines Flecken stellte Philipp den Antrag, eine Huldigungsadresse an Friedrich VIII. zu richten. Außerdem sollte bei der Bundeskommission die Amtsenthebung von Scheeles beantragt werden. Nach Verhandlungen mit den Bundeskommissaren Eduard Freiherr von Könneritz (1802–1875) und Carl Ferdinand Nieper folgte ein entsprechender Beschluss. Am 31. Dezember 1863 sprach Philipp auf der Kieler Versammlung von Deputierten aus Schleswig-Holsteinischen Städten und Flecken. Die Delegierten sagten Friedrich VIII. ihre Loyalität zu, falls es zu Konflikten mit der Bundesgewalt kommen sollte. Die Antwort des Augustenburgers enttäuschte Philipp sehr. Es seiner Sicht mangelte es Friedrich VIII. gänzlich an Größe und Tatkraft, die er für notwendig erachtete, um Herzog sein zu können.
Bei dem Einmarsch österreichischer und preußischer Soldaten in das Herzogtum Schleswig ging Philipp zu Fuß hinterher. In der Stadt Schleswig gehörte er zu den Personen, die provisorische Beamte einsetzen, die die geflohenen Dänen ersetzten. Anschließend ging er zurück nach Pinneberg.

## Erneute Tätigkeiten als Jurist
Nach dem Ende der Kämpfe arbeitete Philipp ab dem März 1864 als Obergerichtsadvokat des holsteinischen Obergerichts in Glückstadt. Er konzentrierte sich nun primär auf seinen Beruf. Der Politik im Sinne der augustenburgischen Bewegung widmete er sich an den Wochenenden. An Sonntagen reiste er oft nach Rendsburg und übernachtete dort regelmäßig in einem Fremdenzimmer mit Wilhelm Hans Ahlmann. In Rendsburg befand sich das Leitungsgremium der Schleswig-Holsteinischen Vereine und dem Vorsitz von Wilhelm Eduard Wiggers.
Im September 1867 verlegte Philipp seinen Wohnsitz nach Altona. Nach der Hochzeit 1872 kaufte er dort ein kleines Haus. 1869 zog er in das Altonaer Stadtverordnetenkollegium ein und blieb für zwei Wahlperioden Mitglied. Hier engagierte er sich insbesondere in der Armenkommission. In den 1870/80er Jahren vertrat er Altona im Schleswig-Holsteinischen Provinziallandtag. Ausschlaggebend für seinen Wechsel nach Altona war, dass das Glückstädter Obergericht geschlossen worden war. In Altona befand sich zudem die Verwaltung der Altona-Kieler Eisenbahn-Gesellschaft, für die er oftmals vor dem Glückstädter Obergericht prozessiert hatte. Diese Verfahren fanden nun beim neuen Altonaer Kreisgericht statt. Die Eisenbahngesellschaft beschäftigte Philipp in dieser Zeit als Syndikus. Ein weiterer Mandant war Wilhelm von Carstenn-Lichterfelde, den er juristisch beriet. Für einige Zeit besuchte er daher mehrmals pro Jahr Berlin.

## Werke
Im Alter schrieb Philipp seine „Lebenserinnerungen“ nieder. Außerdem stellte er eine Sammlung von Gesprächsprotokollen mit Bismarck zusammen. Einblicke gewährte er nur dem engsten Kreis; Veröffentlichungen lehnte er rigoros ab. Die Publikationen erschienen erst posthum und basieren auf seinem Nachlass. Seine Lebenserinnerungen sind eine interessante Quelle für die Geschichte des alltäglichen Lebens in Glückstadt und Pinneberg, das Leben der Studenten in Kiel und zur Historie der Augustenburger.
Philipps Gesprächsprotokolle mit Bismarck umfassen die Jahre 1880 bis 1896. Sie sind wichtig für biographische Arbeiten zum späten Lebensabschnitt des ehemaligen Politikers und Staatsmanns.

## Politische Einordnung
Philipp zeigte wiederholt eine konservative Grundhaltung, dachte aber nicht wie seine Lehrer Planck und Ahlmann legitimistisch. Linksliberalen wie Franz Duncker brachte er wenig Sympathie entgegen. In seinen Memoiren schrieb Philipp, dass das Fürstenrecht für ihn und seine Mitstreiter nur ein Mittel zum Zwecke der Befreiung von den dänischen Regierenden sei, die aus nationaler Sicht als Fremdherrscher galten.
Philipps politischer Horizont beschränkte sich nicht auf schleswig-holsteinische Angelegenheiten. Er dachte im Sinne des Deutschen Nationalvereins. Vermutlich aufgrund seiner langjährigen Arbeiten für Bismarck verehrte er diesen euphorisch. Das Streben Kaiser Wilhelm II. hin zu einer Großmacht lehnte er daher ab. Die bei Kriegsausbruch aufkommende, weitverbreitete Begeisterung machte er sich nicht zu eigen.

## Familie
Philipp heiratete vor Weihnachten 1872 Edel Adelheid Aronheim (* 4. Juni 1853 in Braunschweig; † 19. Juli 1895). Ihr Vater Adolph Aronheim arbeitete als Advokat, betätigte sich als nationalliberaler Politiker und stand der jüdischen Gemeinde in Braunschweig vor. Er war verheiratet mit Rosalie, geborene Simon. Das Ehepaar Philipp hatte zwei Töchter und zwei Söhne. Ein Sohn erlag im Alter von zwölf Jahren der Diphtherie. Die älteste Tochter starb sechs Wochen vor ihrer Mutter.
Der Sohn Max (* 3. Februar 1876 in Altona; 28. Februar 1935 ebenda) wurde Oberlandesgerichtsrat und ab 1929 Direktor des Landgericht Altona. Am 27/28. 1935 Februar musste er aufgrund seiner jüdischen Herkunft den Staatsdienst verlassen.
Philipps Ehefrau war vom Judentum konvertiert. Er brachte seine Kinder 1880 zur Taufe und erhielt ein christliches Begräbnis. Gemäß dem Eintrag im Kirchenbuch starb er „ohne Religion“.

## Ehrungen
Philipp wurde vor 1880 zum Justizrat ernannt. 1902 bekam er den Preußischen Roten Adlerorden 4. Klasse verliehen.

## Schriften
- Max Philipp (Hrsg.): Bismarck, vertrauliche Gespräche: u. a. über Wilhelm den Zweiten von seinem Anwalt Justizrat Ferdinand Philipp aufgezeichnet und aus dessen Nachlass gerausgegeben. Carl Reissner, Dresden 1927.